# Bertone Freeclimber 2
La Bertone Freeclimber 2 è un fuoristrada costruito dall'azienda italiana Bertone tra il 1992 e il 1993.
Si trattava di una versione leggermente ristilizzata della Daihatsu Feroza, con motore BMW.
La carrozzeria era quasi identica a quella del fuoristrada giapponese: cambiava la mascherina, dotata di quattro fari tondi, i cerchi e i parafanghini supplementari per via delle carreggiate più larghe.
Anche l'interno era molto simile a quello del Feroza: cambiavano pochissimi particolari e i loghi, che erano sempre Bertone.

## Versioni
Venne commercializzata con carrozzeria metal top o cabrio (dotata di Hard Top), in due allestimenti: "Si" e il più accessoriato "Ri". 
Inoltre si poteva avere la versione "City", con trazione integrale permanente e senza riduttore per evitare la sovratassa erariale sui fuoristrada.

## Tecnica
La Freeclimber 2 aveva un motore BMW a 4 cilindri in linea di 1596 cm³ a benzina. La potenza era di 100 cavalli (74 kW) a 5800 rpm, mentre la coppia massima era di 130 N·m a 4800 rpm.
Le sospensioni erano posteriori a ponte rigido e anteriori a ruote indipendenti.
La trazione era posteriore con l'anteriore inseribile e riduttore; la versione "City" aveva invece la trazione integrale permanente senza riduttore.

## Versioni Speciali
Qualche esemplare andò ai Carabinieri e ai Vigili del Fuoco.